# 紅檜
紅檜（學名：Chamaecyparis formosensis） 是柏科扁柏屬大喬木，又稱台灣紅檜、薄皮仔、松蘿、松梧、水古杉、台灣花柏。1896年11月，竹山撫墾署長齊藤音作夥同林學博士本多靜六組團搶攻玉山，誤登最難攻頂的玉山東峰，當時係取道東埔、觀高、八通關，因而本多氏也帶回植物採集史上，第一份紅檜的模式標本，且運至日本東京帝大，由松村任三教授以「福爾摩沙」拉丁語化，於1901年命名為台灣紅檜。然而，本多靜六也成為第一位主張開採檜木林的日本學者，十餘年後的1910年，阿里山區正式伐木集材。由於人類的濫伐，已經成為瀕危物種。與日本花柏為近緣種。

## 形态
- 常绿大乔木，樹高可達65公尺，直徑可達6.5公尺。
- 幹皮平滑而薄，顏色呈灰紅色至紅褐色，縱向淺溝裂，長片條狀剝落，有時具方形鱗片；外皮纖維質，斷面深紅褐色；新生周皮極顯著，鮮紫紅色；內皮纖維質，緂紅色，刀削後漸變為橘黃色。
- 葉先端漸尖形成銳形，中葉橫斷面船形，中肋兩面凸起，側葉則為V形。
- 毬果橢圓形，長7~12毫米，鱗片10~13，盾形；每一果鱗有種子1~2，種子略有薄翅。

## 分佈
本種為台灣特有種植物，全島山區皆曾有分布，常與台灣扁柏形成混交林：分布最低至海拔1,050m（北插天山），最盛處在海拔1,800~2,500m間（台灣檜木主要生長在溫帶雲霧森林，為1,800m~2,800m）。已知最高齡為4,100歲的眠月神木。由於檜木為上好的木材，日治時代與戰後時代皆大量開發檜木林，其中日治時代砍伐材積最大的一年為1942年，達48萬9728立方公尺；1945年戰後時代起至1991年台灣政府正式宣布「全面禁伐天然林」之前，檜木生產最高的一年為1964年，達40萬2440立方公尺。因飽受長期伐木開發，天然紅檜巨木所剩稀少，巨木林群幾乎已被砍伐殆盡。目前所見的紅檜巨木，多是在林場之中，當時被認定生長不良、不利於開採或太過偏遠等其他因素未被砍伐的樹材。

## 其它
- 阿里山神木、鹿林神木、眠月神木、赫威神木皆為本種。
- 生長緩慢，比較於扁柏樹性偏陽（生長在陽光較多的地方），佔台灣針葉樹材蓄積之第二位，為主要造林樹種之一。
- 其木材帶有天然香氣, 參見檜木醇。
- 心材帶淡紅色罕黃色(所謂「反種紅檜」)，無辣味，優良之建築加工用材。

## 外部來源
- 紅檜 （页面存档备份，存于） － 台灣多樣性知識網
- 世界遺產－台灣檜木 （页面存档备份，存于） － 農業委員會行政院
- 林務局 李桃生 農業100年精華－百年林業承先啟後 （页面存档备份，存于）
- 李依陵、黃建中、何幸霖－林務局所藏日治與戰後林業檔案簡介 （页面存档备份，存于）
- 第六十三集　自然篇　山林景觀 (一) 森林風華 (台灣真紀錄 ~ 三大林場的開拓史話) － 嘉義林管處志工網頁

https://nrch.culture.tw/twpedia.aspx?id=6498-文化部台灣大百科全書 （页面存档备份，存于）

## 延伸阅读
[在维基数据编辑]
 《欽定古今圖書集成·博物彙編·草木典·松蘿部》，出自陈梦雷《古今圖書集成》